# Canthidium moestum
Canthidium moestum là một loài bọ cánh cứng trong họ Bọ hung (Scarabaeidae).